# Pico do Cedro (Capelas)
O Pico do Cedro é uma elevação portuguesa localizada no concelho de Ponta Delgada, ilha de São Miguel, arquipélago dos Açores.
Este acidente geológico tem o seu ponto mais elevado a 370 metros de altitude acima do nível do mar. Nas imediações desta formação encontra-se a vila das Capelas, o Pico do Enforcado, o Pico do Boi e a Lagoa das Canas.